# Production and Operations Management
Production and Operations Management ist eine sechsmal jährlich erscheinende wissenschaftliche Zeitschrift zu betriebswirtschaftlichen Themen, speziell zum Operations-Management. Sie zählt neben dem Journal of Operations Management und dem International Journal of Operations & Production Management zu den drei bedeutenden Zeitschriften auf dem Gebiet des Operations-Management.

## Rezeption
Das Zeitschriften-Ranking VHB-JOURQUAL 2.1 (2011) stuft die Zeitschrift in die obere Kategorie A ein. Der Zwei-Jahres-Impact-Factor von Clarivate Analytics liegt bei 2.590 (2019). Im Academic Journal Guide 2021 der Chartered Association of Business Schools ist die Zeitschrift mit einer „4“ (= „top journal“) bewertet. Production and Operations Management gehörte 2010 zu den 45 Zeitschriften, die von der Financial Times zu Bewertung von Wirtschaftshochschulen verwendet wurden. Auch gehört Production and Operations Management zu den 20 Journals, mit denen Business Week die Qualität von MBA-Programmen bewertet. Sie gehört zudem zu jenen acht führenden Fachzeitschriften des Supply-Chain-Managements, die von der SCM Journal List für ihr jährliches Ranking genutzt werden.